# 프레도 코를레오네
프레데리코 "프레도" 코를레오네(Frederico "Fredo" Corleone; 1919 ~ 1959년)는 마리오 푸조의 소설《대부》와 마크 와인가드너의 소설《대부 돌아오다》, 프랜시스 포드 코폴라 감독의 영화《대부》, 《대부 2》에 등장하는 인물로 코를레오네 패밀리의 부두목으로 등장한다.

## 생애
1919년 비토 코를레오네의 차남으로 출생한 프레도는 한때 성직자를 지망하였으나 고등학교를 중퇴하고 아버지의 조직에 가담한다. 이후 버질 솔로조의 음모로 아버지가 총격을 당하는 사건이 발생하자 그 충격으로 라스베거스로 이주하여 모 그린의 보호 아래 호텔과 카지노에서 활동하였고 영화배우 디애나 던과 결혼하여 지역 방송국의 방송인으로도까지 진출하기도 하였다.
한편, 비토 코를레오네의 사망 후 아버지의 뒤를 동생 마이클 코를레오네가 계승하고 이어서 모 그린이 살해당하자 프레도는 마이클의 보호 아래로 들어간다. 마이클은 프레도의 위신을 세워주고자 그에게 조직의 소토 카포(부두목)직을 주지만 프레도는 형식적인 직책과 동생보다 아래라는 열등감으로 고통받는다. 이를 간파한 하이먼 로스는 조직에 공헌하여 자존심을 회복하기를 원하는 프레도를 속여 자신의 끄나풀로 이용하였고 이로써 프레도는 얼떨결에 동생과 조직을 배신하게 된다. 이 때문에 자신과 가족들이 암살기도까지 당한 마이클은 프레도의 언행 속에서 그의 배신을 알아채고 격분한다. 그러나 마이클은 어머니를 위하여 프레도의 처단을 유예하고, 어머니 사후에는 누이 코니 코를레오네의 간청으로 프레도를 용서한다. 마이클에게 용서를 받은 프레도는 방탕한 생활을 접고 마이클의 저택에서 얌전히 낚시를 즐기며 생활을 이어간다. 하지만 배신자 처단의 원칙을 어길 수 없었던 마이클은 결국 부하로 하여금 낚시 중인 프레도를 사살하도록 교사하고 이 사건을 익사로 처리해버리고 만다.
프레도의 시신은 뉴저지의 늪지에 암매장되었다.

## 성격
작품 속에서 프레도는 우유부단하고 나약한 심성으로 묘사된다. 특히 대부2에서는 아내의 추태마저 말리지 못하는 무능한 면모를 보이기도 한다. 자신은 다른 형제들보다 사랑받지 못했다고 생각했던 프레도는 늘 열등감을 가지고 살아가며 특히 자신을 누르고 아버지의 뒤를 계승한 마이클에게 애증의 마음을 품고 자신이 마이클보다 뛰어난 것을 증명해보이기를 원한다. 결국 이러한 성격은 후에 하이먼 로스에게 이용되어 스스로의 자멸을 초래하게 된다.

## 같이 보기
- 대부 (2006년 비디오 게임)